# 2N2222-familien
2N2222-familien omfatter bipolare transistorer, som er baseret på mikrochips, der deler egenskaber. Ifølge JEDEC JESD370B fra 1982 hedder den husuafhængige 2N2222-familiens mikrochip 2C2222. 2N2222-familien er bipolare transistor baseret på silicium og er af polariteten NPN.
2N2222-familien er designet til lav til middel strøm, lav effekt, middel spænding, og kan arbejde ved moderat hurtige hastigheder. 2N2222 laves med et TO-18 metalhus som vist på billedet. Der er kommet 2C2222-chips der er pakket ind i det billigere TO-92 plasthus og denne variant er kendt som PN2222 eller P2N2222, der har lignende specifikationer undtagen for den lavere maksimum kollektor strøm.

2N2222 regnes for at være en meget almindelig transistor,

og den er brugt som eksempel på en NPN-transistor. Den er også tit anvendt som en småsignal transistor,

og den er stadig en lille transistor til almen anvendelse

med vedvarende popularitet.

2N2222 var en del af en familie af enheder beskrevet af Motorola ved et 1962 IRE kongres.

Siden da er den blevet lavet af mange halvlederfabrikanter, f.eks., Texas Instruments.

## Tabel over 2N2222-lignende transistorer med 2C2222-mikrochip
| Be- nævn- else           | Hus- type   | Mulig komple- mentær | Hus- stem- pel. SMD kun eks. | Vceo (V) max | Ic (mA) max | Ib (mA) max | Tj (°C) max | Ptot @amb= 25 °C (mW) max | Ptot @case= 25 °C (mW) max | Rja (°C/W =K/W) max | Rjc (°C/W =K/W) max | hFE =beta @Ic=0,15A @Vce=10V (A/A) min..max (typ) | Cib (pF) typ (max) | Cbc (pF) typ (max) | Cbo (pF) typ (max) | Ft @Ic=10mA @Vce=5..20V (MHz) min(typ) | Kan erstattes af | Databladskilder  |
| ------------------------ | ----------- | -------------------- | ---------------------------- | ------------ | ----------- | ----------- | ----------- | ------------------------- | -------------------------- | ------------------- | ------------------- | ------------------------------------------------- | ------------------ | ------------------ | ------------------ | -------------------------------------- | ---------------- | ---------------- |
| 2N2221                   | TO-18       | 2N2906               | 2N2221                       | 30           | 800         | ?           | ?           | 0,5                       | ?                          | ?                   | ?                   | 40..120                                           | ?                  | ?                  | ?                  | (250)                                  | ?                | Seme Lab         |
| 2N2221A                  | TO-18       | 2N2906A              | 2N2221A                      | 40           | 800         | ?           | ?           | 0,5                       | ?                          | ?                   | ?                   | 40..120                                           | ?                  | ?                  | ?                  | (250)                                  | ?                | Seme Lab         |
| 2N2222                   | TO-18       | 2N2907               | 2N2222                       | 30           | 800         | ?           | ?           | 0,5                       | ?                          | ?                   | ?                   | 100..300                                          | ?                  | ?                  | ?                  | (250)                                  | ?                | Seme Lab         |
| 2N2222A                  | TO-18       | 2N2907A              | 2N2222A                      | 50           | 800         | ?           | ?           | 0,5                       | ?                          | 325                 | 150                 | 100..300                                          | (25)               | ?                  | (8)                | ?                                      | ?                | Seme Lab         |
| 2N2218                   | TO-39       | 2N2904               | 2N2218                       | 30           | 800         | ?           | ?           | 0,8                       | ?                          | ?                   | ?                   | 40..120                                           | ?                  | ?                  | ?                  | (250)                                  | ?                | Seme Lab         |
| 2N2218A                  | TO-39       | 2N2904A              | 2N2218A                      | 40           | 800         | ?           | ?           | 0,8                       | ?                          | ?                   | ?                   | 40..120                                           | ?                  | ?                  | ?                  | (250)                                  | ?                | Seme Lab         |
| 2N2219                   | TO-39       | 2N2905               | 2N2219                       | 30           | 800         | ?           | 175         | 0,8                       | 3                          | 187,5               | 50                  | 100..300                                          | ?                  | (8)                | ?                  | 250                                    | ?                | Seme Lab         |
| 2N2219A                  | TO-39       | 2N2905A              | 2N2219A                      | 40           | 600         | ?           | 175         | 0,8                       | 3                          | 187,5               | 50                  | 100..300                                          | (25)               | (8)                | ?                  | 250                                    | ?                | ST               |
| 2N2219A                  | TO-39       | 2N2905A              | 2N2219A                      | 50           | 800         | ?           | 200         | 0,8                       | 3                          | ?                   | 59                  | 100..300                                          | (25)               | ?                  | (8)                | 250                                    | ?                | Microsemi        |
| PN2222A                  | TO-92       | ?                    | PN2222A                      | 40           | 1000        | ?           | 150         | 0,625                     | ?                          | 200                 | 83,3                | 100..300                                          | (25)               | ?                  | (8)                | 300                                    | ?                | Fairchild        |
| P2N2222A                 | TO-92       | ?                    | P2N2222A                     | 40           | 600         | ?           | 150         | 0,625                     | ?                          | 200                 | 83,3                | 100..300                                          | (25)               | ?                  | (8)                | 300                                    | ?                | ONsemi           |
| MPS2222                  | TO-92       | ?                    | MPS2222                      | 30           | 600         | ?           | 150         | 0,625                     | ?                          | ?                   | ?                   | ?                                                 | (30)               | ?                  | (8)                | 250                                    | ?                | ONsemi           |
| MPS2222A                 | TO-92       | ?                    | MPS2222A                     | 40           | 600         | ?           | 150         | 0,625                     | ?                          | ?                   | ?                   | 100..300                                          | (25)               | ?                  | (8)                | 300                                    | ?                | ONsemi           |
| KSP2222                  | TO-92       | ?                    | KSP2222                      | ?            | ?           | ?           | ?           | ?                         | ?                          | ?                   | ?                   | ?                                                 | ?                  | ?                  | ?                  | ?                                      | ?                | Fairchild        |
| KSP2222A                 | TO-92       | ?                    | KSP2222A                     | ?            | ?           | ?           | ?           | ?                         | ?                          | ?                   | ?                   | ?                                                 | ?                  | ?                  | ?                  | ?                                      | ?                | Fairchild        |
| PH2222A                  | TO-92       | ?                    | PH2222A                      | ?            | ?           | ?           | ?           | ?                         | ?                          | ?                   | ?                   | ?                                                 | ?                  | ?                  | ?                  | ?                                      | ?                | Philips          |
| ST2222                   | ?           | ?                    | ST2222                       | ?            | ?           | ?           | ?           | ?                         | ?                          | ?                   | ?                   | ?                                                 | ?                  | ?                  | ?                  | ?                                      | ?                | ?                |
| ST2222A                  | ?           | ?                    | ST2222A                      | ?            | ?           | ?           | ?           | ?                         | ?                          | ?                   | ?                   | ?                                                 | ?                  | ?                  | ?                  | ?                                      | ?                | ?                |
| STN2222                  | ?           | ?                    | STN2222                      | ?            | ?           | ?           | ?           | ?                         | ?                          | ?                   | ?                   | ?                                                 | ?                  | ?                  | ?                  | ?                                      | ?                | ?                |
| STN2222A                 | ?           | ?                    | STN2222A                     | ?            | ?           | ?           | ?           | ?                         | ?                          | ?                   | ?                   | ?                                                 | ?                  | ?                  | ?                  | ?                                      | ?                | ?                |
| MPQ2222 4*trans          | DIL-14      | ?                    | MPQ2222                      | 40           | 500         | ?           | 150         | 0,625                     | ?                          | ?                   | ?                   | 100..300                                          | (30)               | (8)                | ?                  | 200                                    | ?                | Centralsemi      |
| MPQ2222A 4*trans         | DIL-14      | ?                    | MPQ2222A                     | 40           | 500         | ?           | 150         | 0,625                     | ?                          | ?                   | ?                   | 100..300                                          | (30)               | (8)                | ?                  | 200                                    | ?                | Centralsemi      |
| FMMT2222                 | SMD         | ?                    | ?                            | ?            | ?           | ?           | ?           | ?                         | ?                          | ?                   | ?                   | ?                                                 | ?                  | ?                  | ?                  | ?                                      | ?                | ?                |
| FMMT2222A                | SMD         | ?                    | ?                            | ?            | ?           | ?           | ?           | ?                         | ?                          | ?                   | ?                   | ?                                                 | ?                  | ?                  | ?                  | ?                                      | ?                | ?                |
| FFB2222A                 | SMD         | ?                    | ?                            | ?            | ?           | ?           | ?           | ?                         | ?                          | ?                   | ?                   | ?                                                 | ?                  | ?                  | ?                  | ?                                      | ?                | ?                |
| MMBT2222A                | SOT-23 SMD  | ?                    | 1P                           | 40           | 1000        | ?           | 150         | 0,35                      | ?                          | 357                 | ?                   | 100..300                                          | (25)               | ?                  | (8)                | 300                                    | ?                | Fairchild        |
| MMBT2222A                | SOT-23 SMD  | MMBT2907A            | 1P                           | 40           | 600         | ?           | 150         | 0,3                       | ?                          | 357                 | ?                   | 100..300                                          | (25)               | ?                  | (8)                | 300                                    | ?                | Diodes           |
| PZT2222A                 | SOT-223 SMD | ?                    | ?                            | 40           | 1000        | ?           | 150         | 1                         | ?                          | 125                 | ?                   | 100..300                                          | (25)               | ?                  | (8)                | 300                                    | ?                | Fairchild        |
| DZT2222A                 | SOT-223 SMD | ?                    | K1P                          | 40           | 600         | ?           | 150         | 1                         | ?                          | 125                 | ?                   | 100..300                                          | (25)               | ?                  | (8)                | 300                                    | ?                | Diodes           |
| MMST2222A                | SOT-323 SMD | MMST2907A            | K3P                          | 40           | 600         | ?           | 150         | 0,2                       | ?                          | 625                 | ?                   | 100..300                                          | (25)               | ?                  | (8)                | 300                                    | ?                | Diodes           |
| MMDT2222A 2*trans        | SOT-363 SMD | MMDT2907A            | ?                            | 40           | 600         | ?           | 150         | 0,2                       | ?                          | 625                 | ?                   | 100..300                                          | (25)               | ?                  | (8)                | 300                                    | ?                | Diodes           |
| MMDT2222V 2*trans        | SOT-563 SMD | MMDT2907V            | ?                            | 40           | 600         | ?           | 150         | 0,15                      | ?                          | 833                 | ?                   | 100..300                                          | (25)               | ?                  | (8)                | 300                                    | ?                | Diodes           |
| PMST2222A                | SMD         | ?                    | ?                            | ?            | ?           | ?           | ?           | ?                         | ?                          | ?                   | ?                   | ?                                                 | ?                  | ?                  | ?                  | ?                                      | ?                | NXP              |
| PXT2222A                 | SMD         | ?                    | ?                            | ?            | ?           | ?           | ?           | ?                         | ?                          | ?                   | ?                   | ?                                                 | ?                  | ?                  | ?                  | ?                                      | ?                | NXP              |
| PMBT2222A                | SOT-23 SMD  | ?                    | ?                            | ?            | ?           | ?           | ?           | ?                         | ?                          | ?                   | ?                   | ?                                                 | ?                  | ?                  | ?                  | ?                                      | ?                | Infineon         |
| SMBT2222A                | SMD         | ?                    | ?                            | ?            | ?           | ?           | ?           | ?                         | ?                          | ?                   | ?                   | ?                                                 | ?                  | ?                  | ?                  | ?                                      | ?                | Infineon         |
| MMPQ2222A 4*trans        | SOIC-16 SMD | ?                    | ?                            | ?            | ?           | ?           | ?           | ?                         | ?                          | ?                   | ?                   | ?                                                 | ?                  | ?                  | ?                  | ?                                      | ?                | ON Semiconductor |
| MMDT2227 2*trans NPN+PNP | SOT-363 SMD | MMDT2227             | K27                          | 40           | 600         | ?           | 150         | 0,2                       | ?                          | 625                 | ?                   | 100..300                                          | (25)               | ?                  | (8)                | 300                                    | ?                | Diodes           |
| FFB2227A 2*trans NPN+PNP | SC-70-6 SMD | FFB2227A             | ?                            | 30           | 500         | ?           | 150         | 0,415                     | ?                          | 625                 | ?                   | 100..300                                          | (12)               | ?                  | (4)                | (250)                                  | ?                | Fairchild        |
| FMB2227A 2*trans NPN+PNP | SSOT-6 SMD  | FMB2227A             | ?                            | 30           | 500         | ?           | 150         | 0,18                      | ?                          | 625                 | ?                   | 100..300                                          | (12)               | ?                  | (4)                | (250)                                  | ?                | Fairchild        |